# ريلواي غازيت إنترناشيونال
ريلواي غازيت إنترناشيونال (بالإنجليزية: Railway Gazette International) هي مجلة بريطانية مختصة في مجال السكك الحديدية، تقدم أخبارًا وتحليلات ومعلومات تقنية متعلقة بالبنية التحتية للنقل السككي والقطارات وأنظمة الإشارة وجميع التطورات الحاصلة في المجال. تتوفَّر المجلة بِاشتِراك سنوي، وتُقرَأُ في أكثر من 140 دولَةً في العالَمِ.

## تاريخ
نُشرت المجلة أول مرة عام 1835 وهي تعد جزءًا من إصدارات شركة دي في في ميديا البريطانية.

## المرجع
- هذه المقالة مترجمة جزئيا أو كليا من مقالة  ويكيبيديا الإنجليزية معنونة (بالإنجليزية) «Railway Gazette International» (طالع قائمة المشاركين في التحرير)

باللغة الإنجليزية
1. 1 2 3  مذكور في: بوابة الرقم الدولي الموحد للدوريات. الرَّقم التَّسلسليُّ المِعياريُّ الدَّوليُّ (ISSN): 0373-5346. الناشر: ISSN International Centre. لغة العمل أو لغة الاسم: الإنجليزية.
2. ↑  "Railway Gazette: A new force in railway publishing". web.archive.org. 15 يونيو 2011. مؤرشف من الأصل في 2024-01-16. اطلع عليه بتاريخ 2024-03-09.{{استشهاد ويب}}:  صيانة الاستشهاد: BOT: original URL status unknown (link)